# Гней Фулвий Центумал (консул 229 пр.н.е.)
Вижте пояснителната страница за други личности с името Гней Фулвий Центумал.
Гней Фулвий Центумал (на латински: Gnaius Fulvius Centumalus) e политик на Римската република през 3 век пр.н.е.
През 229 пр.н.е. Фулвий е избран за консул заедно с Луций Постумий Албин. Те се бият в Илирия и през 228 пр.н.е. двамата имат успех в кампания против царица Тевта от Илирия (Първа илирийска война). Римската флота от 200 кораба пристига първо на Корфу, който е предаден без борби от коменданта на царицата Деметрий от Фарос. Римляните отиват в Аполония и на север при Шкодра побеждават Тевта. След връщането им в Рим те празнуват за тази победа триумф.